# Copa Africana de Naciones de Futsal de 2016
La Copa Africana de Naciones de Futsal 2016 fue la quinta edición de la Copa Africana de Naciones de Futsal, campeonato organizado por la Confederación Africana de Fútbol (CAF) para los equipos masculinos nacionales de África. El torneo se llevó a cabo en Sudáfrica, entre 15 y 24 de abril con un total de ocho equipos. 
Igual que las ediciones anteriores el campeonato sirvió como fase de clasificación de la CAF para la Copa Mundial de Futsal de la FIFA (a excepción de 2012, cuando un torneo de clasificación separada se organizó cuando el Campeonato Africano de Fútbol Sala en 2011 fue cancelado). Los tres mejores equipos del torneo se clasificaron para la Copa Mundial de fútbol sala de la FIFA 2016 en Colombia.
El 6 de agosto de 2015, el Comité Ejecutivo de la CAF decidió cambiar el nombre del torneo del Campeonato Africano de Fútbol Sala a Copa Africana de Naciones de Futsal, similar a la versión de fútbol, Copa Africana de Naciones.

## Clasificación
Sudáfrica se clasificó automáticamente como anfitrión, Egipto también se clasificó automáticamente como el equipo africano mejor clasificado de la Copa Mundial de fútbol sala de la FIFA 2012, mientras que los seis cupos restantes fueron determinados por la ronda preliminar, que tuvo lugar del 6 y el 13 de diciembre de 2015.

### Ronda preliminar
|  | Camerún | 4:12 (3:5) (1:7) | Angola |  |  |

|  | Túnez | Suspendido | Nigeria |  |  |

|  | Zambia | 7:7 (3:2) (4:5) | Guinea Ecuatorial |  |  |

|  | Costa de Marfil | 2:12 (2:7) (0:5) | Marruecos |  |  |

|  | Madagascar | 4:17 (1:7) (3:10) | Mozambique |  |  |

|  | Sudán | 4:14 (4:9) (0:5) | Libia |  |  |

- Nigeria se retiró del torneo, por lo tanto, Túnez clasificó automáticamente.
- Los árbitros del encuentro de vuelta entre Zambia y Guinea Ecuatorial añadieron incorrectamente tiempo extra cuando el encuentro finalizó con un resultado de 4-5 (7-7 en el global) favorable a la selección ecuatoguineana. Las reglas de la CAF indican que, el equipo con más goles como visitante en un encuentro a ida y vuelta se convierte en el ganador del mismo, por lo que la CAF declaró nulo el tiempo extra y Zambia se convirtió en el ganador de la eliminatoria debido a la regla del gol de visitante.

## Participantes
| Sudáfrica | Angola    | Egipto     | Zambia |
| Libia     | Marruecos | Mozambique | Túnez  |

### Sorteo
El sorteo de la fase final de la competición se llevó a cabo el 17 de febrero de 2016, en el Sun Hotel Southern del Aeropuerto Internacional OR Tambo en Johannesburgo.
Los ocho equipos participantes fueron distribuidos en dos grupos de cuatro equipos. Para el sorteo, la selección anfitriona fue colocada en la posición A1 (grupo A) y la selección mejor clasificada en el Mundial de Tailandia fue colocada en la posición B1 (grupo B). Los seis equipos restantes fueron extraídos de un único bombo para completar el cuadro de ambos grupos.
| Grupo 1                           | Grupo 2                       |
| --------------------------------- | ----------------------------- |
| Sudáfrica Mozambique Zambia Túnez | Egipto Libia Angola Marruecos |

## Desarrollo de la competición

### Primera fase
La primera ronda se celebró entre el 15 y el 20 de abril de 2016 y en ella participaron las ocho selecciones clasificadas que se dividieron en dos grupos de cuatro equipos. Las dos mejores selecciones de cada sección pasaron a la fase final, momento en el que se disputan encuentros eliminatorios.
Al finalizar la primera fase, los equipos se ordenan de acuerdo a los puntos (3 puntos por victoria, 1 punto por empate, 0 puntos por una derrota). En caso de empate a puntos, se aplica el criterio de desempate según el siguiente orden:
1. Número de puntos obtenidos en los partidos entre los equipos en cuestión.
2. Diferencia de goles en los partidos entre los equipos en cuestión.
3. Goles marcados en los partidos entre los equipos en cuestión.
4. Diferencia de goles en todos los partidos.
5. Goles marcados en todos los partidos.

#### Grupo A
| Equipo     | Pts | PJ | PG | PE | PP | GF | GC | Dif |
| ---------- | --- | -- | -- | -- | -- | -- | -- | --- |
| Mozambique | 7   | 3  | 2  | 1  | 0  | 15 | 9  | 6   |
| Zambia     | 4   | 3  | 1  | 1  | 1  | 8  | 9  | -1  |
| Túnez      | 3   | 3  | 1  | 0  | 2  | 10 | 9  | 1   |
| Sudáfrica  | 3   | 3  | 1  | 0  | 2  | 8  | 14 | -6  |

| 15 de abril de 2016, 16:00 | Sudáfrica | 4 - 7 | Mozambique | Ellis Park Arena, Johannesburgo |  |

| 15 de abril de 2016, 21:00 | Zambia | 4 - 2 | Túnez | Ellis Park Arena, Johannesburgo |  |

| 17 de abril de 2016, 14:00 | Sudáfrica | 3 - 0 | Zambia | Ellis Park Arena, Johannesburgo |  |

| 17 de abril de 2016, 17:00 | Túnez | 1 - 4 | Mozambique | Ellis Park Arena, Johannesburgo |  |

| 19 de abril de 2016, 18:00 | Túnez | 7 - 1 | Sudáfrica | Ellis Park Arena, Johannesburgo |  |

| 19 de abril de 2016, 18:00 | Mozambique | 4 - 4 | Zambia | Wembley Arena, Johannesburgo |  |

#### Grupo B
| Equipo    | Pts | PJ | PG | PE | PP | GF | GC | Dif |
| --------- | --- | -- | -- | -- | -- | -- | -- | --- |
| Egipto    | 7   | 3  | 2  | 1  | 0  | 7  | 4  | 3   |
| Marruecos | 6   | 3  | 2  | 0  | 1  | 10 | 7  | 3   |
| Libia     | 4   | 3  | 1  | 1  | 1  | 6  | 5  | 1   |
| Angola    | 0   | 3  | 0  | 0  | 3  | 6  | 13 | -7  |

| 16 de abril de 2016, 14:00 | Egipto | 0 - 0 | Libia | Ellis Park Arena, Johannesburgo |  |

| 16 de abril de 2016, 17:00 | Angola | 2 - 5 | Marruecos | Ellis Park Arena, Johannesburgo |  |

| 18 de abril de 2016, 18:00 | Egipto | 4 - 2 | Angola | Ellis Park Arena, Johannesburgo |  |

| 18 de abril de 2016, 21:00 | Marruecos | 3 - 2 | Libia | Ellis Park Arena, Johannesburgo |  |

| 20 de abril de 2016, 18:00 | Marruecos | 2 - 3 | Egipto | Ellis Park Arena, Johannesburgo |  |

| 20 de abril de 2016, 18:00 | Libia | 4 - 2 | Angola | Wembley Arena, Johannesburgo |  |

### Fase final
La fase final se celebró el 22 y el 24 de abril de 2016 y en ella participaron las dos mejores selecciones de cada sección, que se dividieron en 2 partidos para definir las semifinales para decidir qué selecciones disputarían la final, donde el ganador de la primera semifinal, se enfrentó al ganador de la segunda semifinal en el partido por el título, que se disputó a las 17:00 horas del 24 de abril.
En la fase final, si un partido hubiera terminado en empate, se hubiera disputado un tiempo extra (dos periodos de 5 minutos cada uno) y, posteriormente, si el empate hubiera persistido, se hubieran ejecutado tiros desde el punto de penalti para determinar el ganador.
|  | Semifinales                | Semifinales                |   |                            | Final                      | Final |  |
|  |                            |                            |   |                            |                            |       |  |
|  |                            |                            |   |                            |                            |       |  |
|  | 22 de abril de 2016, 18:00 |                            |   |                            |                            |       |  |
|  | Mozambique                 | 1                          |   |                            |                            |       |  |
|  | Marruecos                  | 4                          |   |                            |                            |       |  |
|  |                            |                            |   |                            |                            |       |  |
|  |                            |                            |   |                            | 24 de abril de 2016, 14:00 |       |  |
|  |                            |                            |   |                            | Marruecos                  | 3     |  |
|  |                            | Egipto                     | 2 |                            |                            |       |  |
|  |                            |                            |   |                            |                            |       |  |
|  |                            |                            |   |                            |                            |       |  |
|  |                            |                            |   |                            | Tercer lugar               |       |  |
|  | 22 de abril de 2016, 21:00 | 22 de abril de 2016, 21:00 |   | 24 de abril de 2016, 17:00 | 24 de abril de 2016, 17:00 |       |  |
|  | Egipto                     | 5                          |   | Mozambique (p.)            | 5 (2)                      |       |  |
|  | Zambia                     | 4                          |   |                            | Zambia                     | 5 (1) |  |

#### Semifinales
| 22 de abril de 2016, 18:00 | Mozambique | 1 - 4 | Marruecos | Ellis Park Arena, Johannesburgo |  |

| 22 de abril de 2016, 21:00 | Egipto | 5 - 4 | Zambia | Ellis Park Arena, Johannesburgo |  |

#### Tercer lugar
| 24 de abril de 2016, 14:00 | Mozambique | 5 - 5 (2 - 1 p.) | Zambia | Ellis Park Arena, Johannesburgo |  |

#### Final
| 24 de abril de 2016, 17:00 | Marruecos | 3 - 2 | Egipto | Ellis Park Arena, Johannesburgo |  |

|                               |
| Bandera de Marruecos          |
| Campeón Marruecos 1.er título |

## Clasificados al Mundial de Colombia
Al finalizar el campeonato las tres selecciones mejor clasificadas clasifican al Mundial de Colombia, las tres selecciones clasificadas fueron las siguientes:
| Bandera de Egipto | Bandera de Marruecos | Bandera de Mozambique |
| Egipto            | Marruecos            | Mozambique            |